# Letões
Os letões (português europeu) ou letos (português brasileiro)  (em letão: latvieši) são um povo báltico nativo da Letônia. Eles ocasionalmente referem-se a si mesmo como Latvji, que provavelmente tem origem em Latve, nome do rio que atravessava o leste da atual Letônia. Havia uma pequena tribo de fínicos chamados Lívios, estabelecida junto com os letões, que trocaram seu nome para Latvis, que significa "Limpa-florestas", e era como as tribos germânicas os chamavam. Os primeiros colonizadores alemães mudaram esse nome para "Lette" e a pequena colônia formada eles chamaram de "Livland". A forma latina, Livônia se refere ao atual território da Letônia e ao sul da Estônia, que esteve sob domínio alemão no século XIV. Os letões e os lituanos são os únicos povos bálticos que não foram extintos da família indo-europeia.
A cultura letã experimentou influências históricas, culturais e religiosas, durante séculos dos povos germânicos e escandinavos, que estabeleceram colônias no território letão. No leste da Letônia (Lategália), entretanto, a influência cultural e linguística maior vem da Polônia e da Rússia. A maioria dos letões pertencem à Igreja Luterana Evangélica, mas uma pequena minoria russa é da Igreja Ortodoxa e os letões do leste são predominantemente católicos.
A língua nacional do povo letão é o letão. A União Soviética impôs o russo na RSS Letônia depois da Segunda Guerra Mundial, por isso a maioria dos adultos letões falam o russo como segunda língua. Muitos dos letões que sofreram da diáspora depois da ocupação soviética falam como primeira língua a língua dos países onde residem, inglês nos EUA ou Austrália, sueco na Suécia, etc.